# Doll Face
Doll Face (bra: Sonhos de Estrela) é um filme estadunidense de comédia romântica e musical de 1945 dirigido por Lewis Seiler. Estrelado por Vivian Blaine, Dennis O'Keefe, Perry Como e Carmen Miranda, o enredo, escrito por Harold Buchman e Leonard Praskins, é baseado na peça The Naked Genius de Gypsy Rose Lee.
A história gira em torno de Doll Face Carrol, uma showgirl que deseja brilhar na Broadway. Após ser rejeitada pelos produtores, seu empresário Mike (Dennis O'Keefe) contrata um escritor para criar sua autobiografia, visando elevar seu prestígio. No entanto, um romance surge entre o escritor e a vedete, provocando ciúmes em Mike, que tentará impedir o sucesso de Doll Face. Carmen Miranda, no papel de Chita, traz o aspecto musical ao filme com a performance de "Chico Chico (From Porto Rico)", embora uma outra canção, "True to the Navy", tenha sido excluída devido a questões de direitos autorais.

## Sinopse
A rainha do espetáculo burlesco Doll Face Carroll (Vivian Blaine) tem como amiga Chita Chula (Carmen Miranda). O seu empresário, Michael Francis Hannegan (Dennis O'Keefe), namorado e proprietário do Gayety Theatre resolve contratar um escritor, Frederick Manly Gerard (Stephen Dunne), para escrever uma biografia da atriz para lhe dar um apelo mais culto. Chita Chula chama a atenção de Mike para o interesse do escritor sobre Doll Face. O empresário resolve apresentar um espetáculo teatral sério em vez dos espetáculos de burlesco e Gerard, que está terminando o livro sobre Doll Face, participa com algum financiamento. Ele acaba confessando que está apaixonado por ela. Em torno das confusões amorosas entre Mike, Gerard e Doll Face gira boa parte da trama, com Chita Chula servindo de ponte entre os três. Doll Face acaba reatando com Mike e o espetáculo baseado no livro de Gerard é um sucesso.

## Elenco
- Vivian Blaine —  Mary Elizabeth (Maybeth) "Doll Face" Carroll
- Dennis O'Keefe —  Michael Francis "Mike" Hannegan
- Perry Como — Nicky Ricci
- Carmen Miranda  —  Chita Chula
- Martha Stewart — Frankie Porter
- Stephen Dunne — Frederick Manly Gerard
- Reed Hadley — Flo Hartman
- Stanley Prager — assessor de Flo Hartman
- Charles Tannen — assessor de Flo Hartman
- George E. Pedra — gerente de palco
- Frank Orth — Peters
- Donald MacBride — Ferguson (advogado)

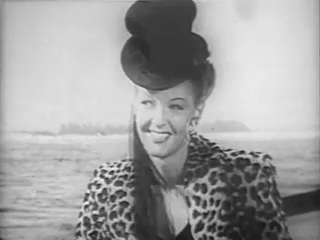
Vivian Blaine
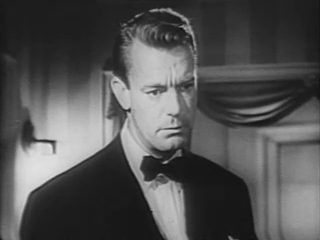
Dennis O'Keefe
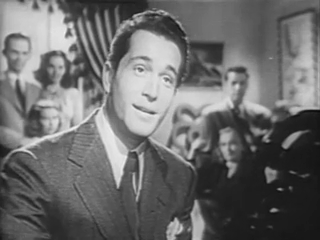
Perry Como
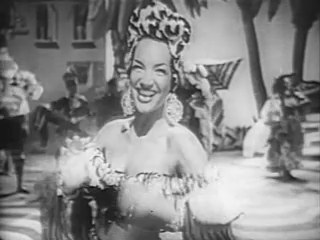
Carmen Miranda

## Produção

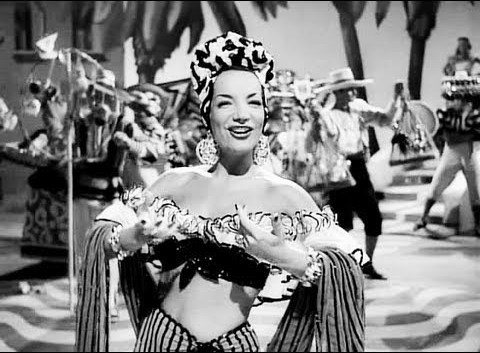
Carmen Miranda em uma cena do filme.

Os títulos provisórios de trabalho deste filme foram The Naked Genius e Here's a Kiss. Inicialmente, a Fox planejava escalar Carole Landis para o papel principal, e Jackie Gleason e William Eythe estavam reservados para o elenco. A jovem cantora Mel Amanhecer, com apenas 15 anos, também fez parte do elenco. Dennis O'Keefe foi emprestado da companhia de Edward Small para a produção, que marcou a estreia cinematográfica de Martha Stewart e Lex Barker.
De acordo com o The Hollywood Reporter, o produtor Bryan Foy assumiu a direção do filme por três dias, enquanto Lewis Seiler se afastou por questões de saúde. O Código Hays de Censura proibiu o estúdio de utilizar The Naked Genius como título e também rejeitou as letras da canção "Chico Chico (From Porto Rico)", afirmando que "[a canção] se referia a um personagem latino-americano e, portanto, poderia ofender os latino-americanos em geral". A letra foi levemente alterada e, em seguida, aprovada.
Registros do estúdio indicam que Jimmy McHugh e Harold Adamson apresentaram a canção "True to the Navy" — que seria interpretada por Carmen Miranda — para inclusão no filme. No entanto, essa música já havia sido oferecida anteriormente à Paramount Pictures, que a utilizou em sua versão do filme Bring on the Girls (1945). Em razão disso, o estúdio se negou a licenciar a música para uso em Doll Face. Em uma carta de dezembro de 1945 ao presidente da Twentieth Century-Fox, Spyros Skouras, o advogado do estúdio, George Wasson, sugeriu que a negativa da Paramount se deveu a disputas sobre direitos de distribuição de filmes.
Além disso, documentos legais revelam que Irving Weissman processou o estúdio, alegando que a canção "Dig You Later (A Hubba-Hubba-Hubba)" foi plagiada de uma de suas composições. O caso foi encerrado em setembro de 1948 por um juiz federal, mas Weissman voltou a entrar com uma ação em um tribunal estadual.

## Números musicais
- Somebody's Walking in My Dream — Vivian Blaine (mais tarde por Martha Stewart)
- Red Hot and Beautiful — Perry Como (mais tarde cantado por Vivian Blaine)
- Here Comes Heaven Again — Perry Como e Vivian Blaine
- Dig You Later (A-Hubba Hubba Hubba) — Perry Como e Martha Stewart
- Chico Chico (From Porto Rico) — Carmen Miranda com o Bando da Lua

## Lançamento
Doll Face estreou em 31 de dezembro de 1945.  No Brasil, o filme recebeu o título de Sonhos de Estrela e teve sua estreia em 17 de outubro de 1946.

## Recepção da crítica

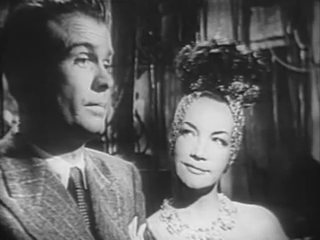
Stephen Dunne e Carmen Miranda em uma cena do filme.

A crítica de Bosley Crowther no New York Times sobre Doll Face descreve o filme como uma produção decepcionante, que falha em justificar o alto valor pago pela Twentieth Century-Fox pelos direitos de um esforço literário de Louise Hovick (Gypsy Rose Lee). A crítica aponta que o roteiro é monótono e cheio de erros gramaticais, e não traz nenhuma inovação ou personalidade significativa aos personagens ou à música. O desempenho dos principais atores também é criticado: Vivian Blaine, como a "Doll Face" titular, é descrita como inexpressiva em seus números musicais, enquanto Perry Como e Carmen Miranda também são apontados por suas apresentações sem brilho. O número de Como, "Dig You Later", é particularmente citado de forma negativa, sendo descrito como uma música exagerada e sem apelo. Dennis O'Keefe e Stephen Dunne são mencionados como os homens na vida de "Doll Face", mas não há destaque para suas atuações. No geral, a crítica de Crowther sugere que, apesar de o filme ter sido baseado no trabalho de Hovick, seus talentos não foram bem aproveitados, e Doll Face é retratado como uma produção sem energia, sem cor e sem a ousadia que caracterizou o burlesco em seu auge.
A crítica do New York Herald Tribune faz uma observação sobre a performance de Carmen Miranda, afirmando que ela faz o que sempre fez, mas "não tão bem" desta vez.  
Já a colunista Louella Parsons, em sua análise, expressa surpresa com a escolha de Carmen Miranda para o filme, destacando que ela é "tão diferente de Joan Blondell", que interpretou o mesmo papel na versão teatral da peça Naked Genius, da qual o filme é baseado. A comparação entre as duas atrizes indica que, para Parsons, a escolha de Miranda para o papel não parecia natural ou convincente, especialmente porque as duas têm estilos muito diferentes, e Miranda não conseguiu reproduzir o mesmo tipo de charme ou energia que Blondell trouxe para o palco.
A crítica de Alex Viany, do O Cruzeiro, sobre Doll Face é extremamente negativa. Ele começa destacando que, mesmo com o uso de Technicolor, o filme musical da 20th Century Fox seria irremediavelmente insípido, sugerindo que nenhuma quantidade de cores vibrantes seria capaz de salvar a produção de seu fracasso. Viany critica o romance entre Vivian Blaine e Dennis O'Keefe, chamando-o de "tão ridículo que chega a dar pena", o que indica que a trama romântica foi mal executada e pouco convincente. Em relação à performance de Carmen Miranda, Viany é severo, afirmando que ela "nada faz" no filme e que sua maquiagem estava "pessimamente feita", o que reflete uma insatisfação com sua aparência e atuação na produção.
A crítica de O Cruzeiro alinha-se com a de A Scena Muda, que também considera Doll Face como "o pior filme de Carmen Miranda", o que reforça a ideia de que este filme foi um grande desapontamento em sua carreira.